# 里德巴赫
里德巴赫是德国巴伐利亚州的一个市镇。总面积31.69平方公里，总人口1690人，其中男性853人，女性837人（2011年12月31日），人口密度53人/平方公里。